# 四川省成都市第十七中学
四川省成都市第十七中学，是一所建于1941年的四川省重点中学。位于四川省成都市牛王庙巷37号。 

## 沿革
1941年，华阳女子小学成立，隶属华阳县政府，附设幼稚班。之后更名为华阳女子中学。1949年，改由成都市教育局管理。1956年，成为普通完全中学，同时招收初高中生、男女不限。1958年，更名为成都市第十七中学。2006年7月，成为锦江区直属完全中学。现任校长白太军。

## 知名校友
知名校友包括：
- 賀峻霖——時代少年團成員
- 戚薇——演員